# Hostěnice
Hostěnice (deutsch Hostienitz) ist eine Gemeinde in Tschechien. Sie liegt 13 Kilometer nordöstlich des Stadtzentrums von Brno und gehört zum Okres Brno-venkov.

## Geographie

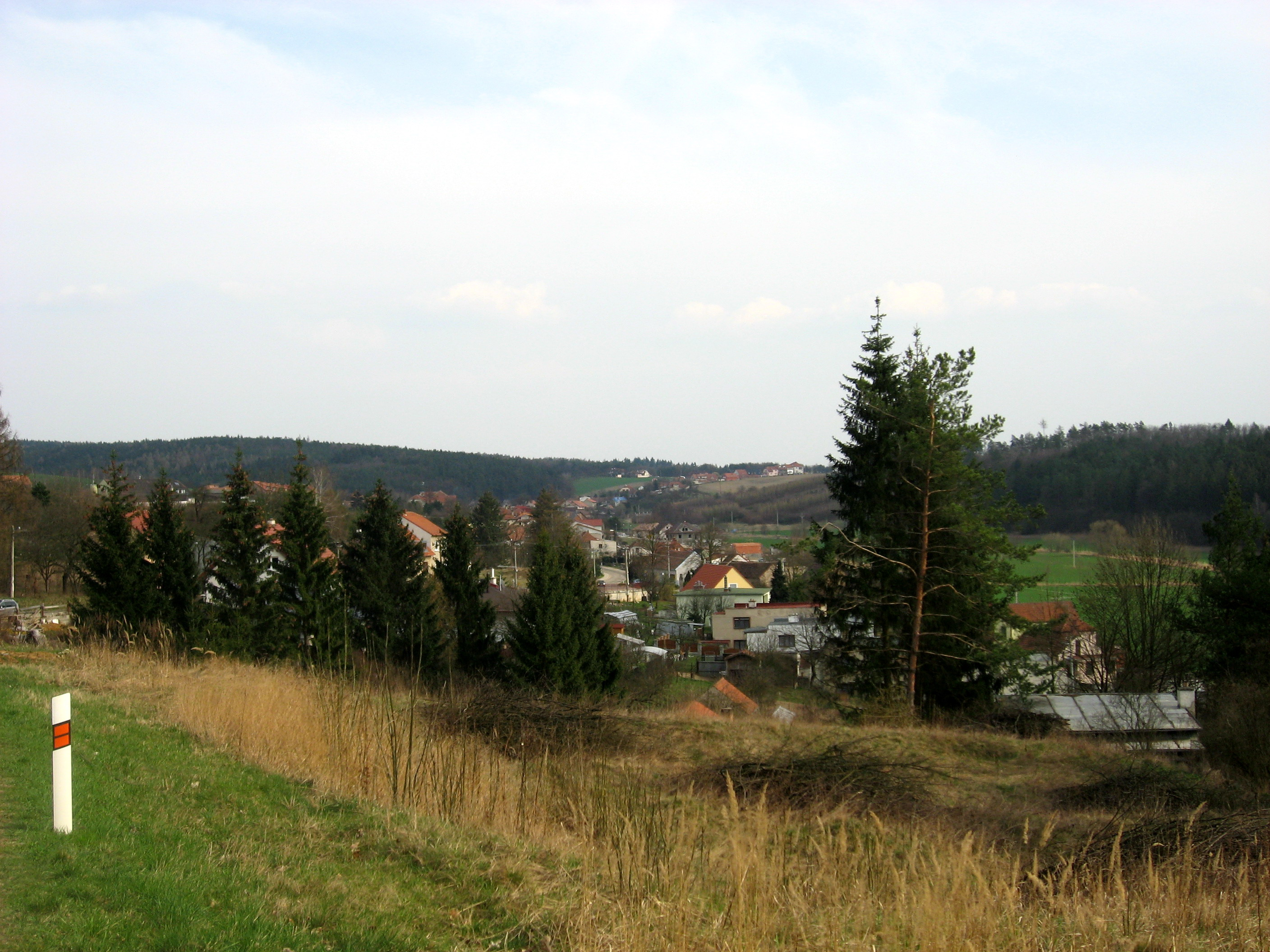
Ortsansicht

Hostěnice befindet sich am südlichen Fuße des Drahaner Berglandes. Das von Wäldern umgebene Dorf erstreckt sich rechtsseitig des Baches Hostěnický potok. Gegen Nordwesten liegt das Landschaftsschutzgebiet Moravský kras, im Norden der Naturpark Říčky. Im Südosten erhebt sich die Velká Baba (420 m), nordwestlich die Lysá hora (428 m). Südlich liegen ausgedehnte Kalkbrüche.
Nachbarorte sind Hádek, Pod Hádkem und Lhotky im Norden, Říčky und Račice im Nordosten, Olšany und Habrovany im Osten, Vítovice, Viničné Šumice und Pozořice im Südosten, Sivice, Velatice und Mokrá im Süden, Horní Mlýn und Prostřední Mlýn im Westen sowie Obce und Ochoz u Brna im Nordwesten.

## Geschichte
Die erste schriftliche Erwähnung des zur Herrschaft Wildenberg gehörigen Dorfes erfolgte 1371 im Zuge des Verkaufs der Herrschaft durch Půta von Wildenberg an Markgraf Johann Heinrich. Hostěnice, wie auch das nördlich gelegene Lhota, gehörten zu den Dörfern der Herrschaft, die im 15. bzw. 16. Jahrhundert erloschen. Während Lhota wüst blieb, wurde das Tal des Hostěnický potok im Jahre 1580 durch eine zehnköpfige Familie wiederbesiedelt. Im Laufe der Zeit erfolgte die Rodung von Waldflächen zur Gewinnung von Ackerland. Wegen des steinigen Bodens war die Landwirtschaft wenig ertragreich, so dass sich die Bewohner von Hostěnice mit der Besenbinderei aus Birkenreisern ein Zubrot verdienten. Später kam noch die Fertigung von Steinwaren aus Marmor und die Verarbeitung von Kalkstein zu Branntkalk hinzu. 1746 ließ die Herrschaft Pozořice auf der Flur der Wüstung Lhota den Wirtschaftshof Nový Dvůr angelegen. Dieser wurde später als Lhotky bezeichnet und um den Hof entstanden ein Jägerhaus und ein Hegerhaus. 1842 kam noch eine Unterkunft für Forstarbeiter hinzu. Lhotky gehörte zu dieser Zeit zu Březina.
Nach der Aufhebung der Patrimonialherrschaften bildete Hostěnice ab 1850 eine politische Gemeinde in der Bezirkshauptmannschaft Wischau. Im Jahre 1885 wurde Lhotky nach Hostěnice umgemeindet. 1898 entstand in der Gemeinde ein Schulhaus. Zwischen 1950 und 1960 war Hostěnice dem Okres Slavkov zugeordnet und nach dessen Aufhebung wurde die Gemeinde Teil des Okres Brno-venkov. 1953 erfolgte der Bau des Gemeindeamtes.

## Gemeindegliederung
Die Gemeinde Hostěnice besteht aus den Ortsteilen Hostěnice (Hostienitz) und Lhotky sowie den Feriensiedlungen Pod Hádkem, Peklo, Pastviska, Říčky und Amstrdam.

## Sehenswürdigkeiten
- Glockenturm aus dem Jahre 1877
- Waldkapelle der hl. Anna, errichtet 1748
- Hostěnické propadání, Ponor des Hostěnický potok, nordwestlich des Dorfes
- Ponor Estavela, in dem das Flüsschen Říčka verschwindet und unterirdisch weiterfließt, nordwestlich von Hostěnice
- Karsthöhle Pekárna, nordwestlich von Hostěnice bei der Einmündung des Hostěnický potok in die Říčka
- mehrere Karsthöhlen im Tal der Říčka, nordwestlich des Dorfes
- Stauweiher Pod Hádkem an der Říčka, nordwestlich des Dorfes
- Reste der Burg Vildenberk, in den Wäldern südöstlich von Hostěnice